# Otradnoje (Kaliningrad, Osjorsk)
Otradnoje (russisch Отрадное, deutsch Kunigehlen, 1938–1945 Stroppau) ist ein Ort in der russischen Oblast Kaliningrad. Er gehört zur kommunalen Selbstverwaltungseinheit Munizipalkreis Osjorsk im Rajon Osjorsk.

## Geographische Lage
Otradnoje liegt neun Kilometer südwestlich der Rajonstadt Osjorsk (Darkehmen/Angerapp) an der Regionalstraße 27A-025 (ex R508). Im Ort zweigt die heutige Kommunalstraße 27K-337 nach Uljanowskoje (Klein Beynuhnen/Kleinbeinuhnen) ab, die vor 1945 bis nach Medunischken (1938–1945 Großmedien, heute polnisch: Mieduniszki Wielkie) führte, heute jedoch an der russisch-polnischen Grenze endet.
Vor 1945 war „Beynuhnen“ (1938–1945 Beinuhnen) in  Klein Beynuhnen die nächste Bahnstation an der Bahnstrecke von Gumbinnen (heute russisch: Gussew) und Darkehmen bis in das heute in Polen gelegene Angerburg (heute polnisch: Węgorzewo), die heute nicht mehr in Betrieb ist.

## Geschichte
Kunigehlen war im Jahre 1863 ein Dorf mit 309 Einwohnern. Im Jahre 1874 wurde es Verwaltungssitz und namensgebender Ort eines neu eingerichteten Amtsbezirks im Kreis Darkehmen. Im Jahre 1907 lebten in Kunigehlen 244 Menschen, ihre Zahl betrug 1933 noch 242 und 1939 bereits 292. Am 3. Juni 1938 (mit amtlicher Bestätigung vom 16. Juli 1938) erhielt der Ort aus politisch-ideologischen Gründen die Namensänderung in „Stroppau“.
Im Januar 1945 wurde der Ort von der Roten Armee besetzt. Die neue Polnische Provisorische Regierung ging zunächst davon aus, dass er mit dem gesamten Kreis Darkehmen (Angerapp) unter ihre Verwaltung fallen würde. Im Potsdamer Abkommen (Artikel VI) von August 1945 wurde die neue sowjetisch-polnische Grenze aber unabhängig von den alten Kreisgrenzen anvisiert, wodurch der Ort unter sowjetische Verwaltung kam. Im Juni 1947 erhielt er den russischen Namen Otradnoje und wurde gleichzeitig Verwaltungssitz eines Dorfsowjets im Rajon Osjorsk. Die polnische Umbenennung des Ortes in Kunigiele im Juli 1947 wurde nicht mehr wirksam. Vermutlich 1963 gelangte Otradnoje in den Nowostrojewski selski Sowet. Von 2008 bis 2014 gehörte der Ort zur Landgemeinde Nowostrojewskoje selskoje posselenije, von 2015 bis 2020 zum Stadtkreis Osjorsk und seither zum Munizipalkreis Osjorsk.

### Amtsbezirk Kunigehlen/Stroppau 1874–1945
Am 6. Mai 1874 wurde Kunigehlen Sitz eines nach ihm benannten Amtsbezirks, zu dem sechs Landgemeinden gehörten, die alle bis 1945 – wenn auch ab 1938 mit veränderten Namen – in diesem Amtsbezirk blieben:
| Name (bis 1938)                    | Name (1938–1945) | russischer Name nach 1945 |
| ---------------------------------- | ---------------- | ------------------------- |
| Alt Sauskoyen                      | Altsauswalde     | Rossoschanka              |
| Groß Beynuhnen                     | Großbeinuhnen    | Tschernyschewka           |
| Kundszicken, ab 1936: Kundschicken | Sandeck          | Schischkowo               |
| Kunigehlen                         | Stroppau         | Otradnoje                 |
| Neu Beynuhnen                      | Neubeinuhnen     | Chmelnizkoje              |
| Neu Sauskoyen                      | Neusauswalde     | Rossoschanka              |

### Otradnowski selski Sowet 1947–1963
Der Dorfsowjet Otradnowski selski Sowet (ru. Отрадновский сельский Совет) wurde im Juni 1947 eingerichtet. Im Jahr 1963 wurde der Dorfsowjet in den neu gebildeten Lwowski selski Sowet einbezogen. Einige Orte gelangten auch in den Nowostrojewski selski Sowet.
| Ortsname                     | Name bis 1947/50                                       | Jahr der Umbenennung |
| ---------------------------- | ------------------------------------------------------ | -------------------- |
| Bogdanowo (Богданово)        | Emmahof                                                | 1947                 |
| Chmelnizkoje (Хмельницкое)   | Neu Beynuhnen, 1938–1945:"Neubeinuhnen"                | 1947                 |
| Doroschnoje (Дорожное)       | Schunkarinn, 1938–1945: „Schlieben“                    | 1950                 |
| Fastowo (Фастово)            | Klein Pelledauen, 1938–1945: „Kreuzstein“              | 1950                 |
| Iljino (Ильино)              | Neu Gudwallen                                          | 1950                 |
| Juchowo (Юхово)              | Ramberg                                                | 1950                 |
| Konewo (Конево)              | Waldhorst                                              | 1950                 |
| Krestjanskoje (Крестьянское) | Fritzendorf                                            | 1947                 |
| Lesnitschje (Лесничье)       | Milchbude                                              | 1950                 |
| Lwowskoje (Львовское)        | Gudwallen                                              | 1947                 |
| Meschdulessje (Междулесье)   | Alt Thalau                                             | 1947                 |
| Meschduretschje (Междуречье) | Auerfluß                                               | 1947                 |
| Minskoje (Минское)           | Pelledauen                                             | 1947                 |
| Oneschino (Онежино)          | Oszeningken/Oscheningken, 1938–1945: „Hasenbrück“      | 1950                 |
| Otpor (Отпор)                | Osznagorren/Oschnagorren, 1938–1945: „Adlermark“       | 1950                 |
| Otradnoje (Отрадное)         | Kunigehlen, 1938–1945:"Stroppau"                       | 1947                 |
| Rossoschanka (Россошанка)    | Alt u. Neu Sauskoyen, 1938–1945:"Alt- u. Neusauswalde" | 1947                 |
| Rubinowka (Рубиновка)        | Rauben                                                 | 1947                 |
| Schischkino (Шишкино)        | Kundszicken/Kundschicken, 1938–1945: „Sandeck“         | 1947                 |
| Setschenowo (Сеченово)       | Menturren                                              | 1950                 |
| Sutschkowo (Сучково)         | Mikalbude, 1938–1945:"Mickelau"                        | 1950                 |
| Tscheljuskino (Челюскино)    | Klein Bretschkehmen, 1938–1945: „Kleinbrettken“        | 1950                 |
| Tschernyschewka (Чернышевка) | Groß Beynuhnen, 1938–1945:"Großbeinuhnen"              | 1947                 |
| Uljanowskoje (Ульяновское)   | Klein Beynuhnen, 1938–1945:"Kleinbeinuhnen"            | 1947                 |
| Wladimirowka (Владимировка)  | Klein Sobrost                                          | 1947                 |
| Wolnoje (Вольное)            | Wollehlen                                              | 1947                 |

## Kirche
In Kunigehlen/Stroppau lebte vor 1945 eine überwiegend zur evangelischen Kirche gehörende Bevölkerung. Bis 1647 war der Ort in das Kirchspiel Dombrowken (1938–1945 Eibenburg, heute polnisch: Dąbrówka) eingepfarrt, kam dann bis 1700 zum Kirchspiel Ballethen (heute russisch: Sadowoje) und danach bis 1945 zum Kirchspiel Darkehmen (1938–1946 Angerapp, heute russisch: Osjorsk) innerhalb des Kirchenkreises Darkehmen in der Kirchenprovinz Ostpreußen der Kirche der Altpreußischen Union. 
Heute liegt Otradnoje im Einzugsgebiet der neu gebildeten evangelischen Gemeinde der Salzburger Kirche in Gussew (Gumbinnen). Sie gehört zur ebenfalls neu geschaffenen Propstei Kaliningrad innerhalb der Evangelisch-Lutherischen Kirche Europäisches Russland (ELKER).